# Marinai perduti (film)
Marinai perduti (Les Marins perdus) è un film del 2003 diretto da Claire Devers, tratto dall'omonimo romanzo del 1997 di Jean-Claude Izzo.